# Junonia zonalis
Junonia zonalis is een vlindersoort uit de familie van de Nymphalidae. De wetenschappelijke naam van deze soort werd voor het eerst voorgesteld door Cajetan Freiherr von Felder en Rudolf Felder in een publicatie uit 1867. De spanwijdte bedraagt 50 tot 66 millimeter.

## Verspreiding
De soort komt voor in Florida, Midden-Amerika, het noordwestelijk deel van Zuid-Amerika en in de Caraïben. In Cuba is het een algemeen voorkomende soort van open gebieden.

## Nectarplanten
In Cuba bezoekt de vlinder Stachytarpheta jamaicensis, Melochia nodiflora, Lantana en Tournefortia.

## Waardplanten
In Cuba leeft de rups onder andere op Stachytarpheta jamaicensis.